# Elezioni comunali in Trentino-Alto Adige del 2013
Le elezioni comunali in Trentino-Alto Adige del 2013 si sono tenute il 26 maggio, con turno di ballottaggio il 9 giugno, per il rinnovo di un consiglio comunale.

## Riepilogo sindaci eletti
Liste civiche
     Coalizione di centro-sinistra
| Provincia | Comune            | Sindaco uscente | Sindaco uscente | Sindaco eletto | Sindaco eletto   | Primo turno | Primo turno | Secondo turno | Secondo turno | Seggi   |
| Provincia | Comune            | Sindaco uscente | Sindaco uscente | Sindaco eletto | Sindaco eletto   | Voti        | %           | Voti          | %             | Seggi   |
| --------- | ----------------- | --------------- | --------------- | -------------- | ---------------- | ----------- | ----------- | ------------- | ------------- | ------- |
| Trento    | Pergine Valsugana |                 | Silvano Corradi |                | Roberto Oss Emer | 2.713       | 26,75       | 4.359         | 57,70         | 15 / 22 |